# John McLean (atleta)
John Frederick McLean (nacido el 10 de enero de 1878 - murió el 4 de junio de 1955) fue un atleta estadounidense que compitió en los Juegos Olímpicos de 1900 en París.
McLean terminó en segundo lugar en los 100 metros con vallas con un tiempo de 15,5 segundos, durante los Juegos Olímpicos de 1900 en París detrás de su compatriota Alvin Kraenzlein que ganó con el 15,4 que fue un récord mundial.
McLean también participó en el salto de longitud, triple salto y salto triple.